# Riječka operacija
Riječka operacija ili Riječka bitka naziv je za operacije Jugoslavenske armije vođene od 16. travnja do 6. svibnja 1945. godine za oslobođenje grada Rijeke i šire okolice u sastavu operacija za oslobođenje Jugoslavije.

## Tijek operacije
U završnim operacijama za oslobođenje Jugoslavije, Četvrta jugoslavenska armija je, prodirući iz Dalmacije i južne Like, u ožujku i travnju 1945. godine razbila njemački 15. brdski korpus, oslobodila čitavu Liku s primorjem, dio Gorskog kotara i otoke Pag i Rab. Sredinom travnja njezina 13, 19. i 43. divizija izbile su na prugu Rijeka—Zagreb, između Brod-Moravica i Jadranskog mora, nasuprot prednjim položajima njemačke 237. divizije iz 97. armijskog korpusa, koja je ovjde namjeravala zadržati prodiranje Četvrte armije u Rijeku i Istru. Spomenute divizije Četvrte armije povele su 16. travnja borbu na bojišnici Lokve—Kraljevica, 17. travnja iskrcala se 26. divizija na otok Krk i oslobodila ga. Poslije žilavih borbi na glavnom pravcu 13., 19. i 43. divizija savladale su obranu Wehrmachta i 18. travnja završile širi obuhvat Rijeke, od Bakarskog zaljeva do Platka. Za zaustavljanje brzog nadiranja tih snaga, Nijemci su na bojišnici 237. divizije 19. travnja angažirali borbenu grupu Rendl, jačine jednog puka, formiranu od ostataka 392. divizije, koja je u ožujku bila razbijena u Lici.
U namjeri da ubrza savladavanje njemačkih snaga pred ulazom u Istru i što prije, u duhu zapovijedi Generalštaba jugoslavenske armije, uputi ka Trstu i u unutrašnjost Istre jake snage, štab Četvrte armije odlučio je proširiti bojišnicu. U tom cilju su se 20. travnja s otoka Raba iskrcali na otoke Cres i Lošinj 9. divizija i Kvarnerski NOP odred i idućeg dana oslobodili ove otoke; na desnom krilu Armije privučena je 20. divizija, dok je 43. divizija upućena kroz neprijateljski raspored po brigadama ubaciti se u Istru. Nanijevši visoke gubitke 237. diviziji na bojišnici prema Rijeci, 19. divizija je prinudila Nijemce da odstupe na zapadnu obalu Rječine, dok je 13. divizija izbila na njezin izvorišni dio, u okolinu Klane. Nijemci su ovde podigli čvrstu bojišnicu i dovlačili nove snage, oslanjajući se na vrlo jaku utvrđenu liniju (Ingridstelung) i onemogućili pokušaj brigada 43. divizije da se infiltriraju. Ujutro 21. travnja, poslije teške borbe, 19. udarna divizija i 12. brigada 26. udarne divizije JA oslobodila je Sušak, dok je kod Klane došlo do prve borbe između 13. divizije i pristiglih dijelova njemačke 188. divizije, koja se nastavila i sutradan. S obzirom na žestinu kojom su se Nijemci branili, 22. travnja štab Četvrte armije odlučio je ojačati krila Armije i desno krilo (20. diviziju) usmjeriti pravcem preko Mašuna na Pivku i Ilirsku Bistricu, a lijevo (9. diviziju) s Cresa iskrcati na istočnu obalu Istre, kako bi se okružile neprijateljske snage u prostoru Rijeka, Klana, Gumance. Uto je 24. travnja kod Klane došlo do druge borbe između privučene 26. divizije Četvrte armije i sada već kompletne njemačke 188. divizije. Obje ove divizije istodobno su krenule u napad: 26. divizija s namjerom da zauzme Klanu, a 188. da se preko nje probije na istok i zatim udari k jugu, u bok glavne grupacije Četvrte armije. U ogorčenim borbama cijeloga dana trajali su juriši i protujuriši obiju divizija uz živo angažiranje susjedne 13. i 19. divizije, a s njemačke strane 237. divizije, borbene grupe Rijeka i brojnih drugih manjih njemačkih i kvislinških formacija. U Riječkoj bitci bile su tada angažirane gotovo sve raspoložive snage njemačkog 97. armijskog korpusa, što je stvorilo povoljne uvjete za ostvarenje namjeravanog manevra Četvrte armije za prodor njezinih krila u Istru i Trst.
Sljedeća tri dana, do 28. travnja, Riječka bitka je dostigla vrhunac. Dok se na glavnoj bojišnici odvijala bitka, 20. divizija ojačana topništvom i tenkovima s Mašuna i Dedne gore nahrupila je 28. travnja, zajedno s glavninom 43. divizije, na Ilirsku Bistricu, Pivku i Postojnu i odatle usmjerila dio snaga u lijevi bok i pozadinu 97. armijskog korpusa, dok je s juga, iskrcana na istočnu obalu Istre, 9. divizija krenula duž obale u njegov desni bok i pozadinu. Nesmanjeni pritisak divizija Četvrte armije na Riječkoj bojišnici spriječio je Nijemce da odvoje potrebne snage za otklanjanje ove vrlo opasne situacije na njihovim bokovima i u pozadini. Kad su, po naređenju Generalštaba, krilne divizije Četvrte armije 28. travnja okrenule ka Trstu, 13., 19. i 26. divizija ostale su na Riječkoj bojišnici, a jedna brigada 9. divizije kod Voloskog, sa zadatkom da opkole i unište 97. armijski korpus. Tog dana Nijemci su odustali od daljnjih pokušaja da se probiju na istok i obuhvate divizije Četvrte armije pred Rijekom. Ali, bez obzira na situaciju u Istri i na pravcu Trsta, dovlačili su nove snage u okolicu Rijeke. Sljedeća dva dana, 29. i 30. travnja, 13. divizija je sa sjevera, preko Ilirske Bistrice i Šapjana, obuhvaćala 97. armijski korpus, 2. brigada 9. divizije s juga, od Opatije i Voloskog, dok su 19. i 26. divizija pritiskivale na bojišnici Rijeka—Raka (kota 920), gdje se neprijatelj beskorisno trošio u upornoj obrani, naročito na zapadnoj obali Rječine.
Kad se 2. svibnja težište pritiska na 97. armijski korpus prenijelo na sjever, općim pravcem Ilirska Bistrica—Lipa, gdje je pristigla još i 8. divizija Četvrte armije, štab 97. armijskog korpusa je istog dana započeo pripreme za proboj upravo u suprotnom pravcu, po redoslijedu: 118. divizija, borbena grupa Rijeka, 237. divizija i nešto zapadnije borbena grupa „Reindl“. Još tijekom noći 2./3. svibnja njemačke jedinice su napustile Rijeku i obalu. Ujutro 3. svibnja 97. armijski korpus je prešao u napad na sjever istovremeno kad i postrojbe Četvrte armije koje su bile u borbenom dodiru s njim. Njegova udarna masa toga dana postigla je mjestimične uspjehe, ali je štab Četvrte armije privlačenjem novih snaga tijekom noći 3./4. maja potpuno okružio 97. armijski korpus. I pokraj mjestimičnih prodora 4. i 5. svibnja koje je 97. armijski korpus izveo kod Ilirske Bistrice, u općem napadu svih snaga koje su ga okruživale, 6. svibnja on je pretrpio izvanredno visoke gubitke u ljudstvu i materijalu, izgubivši svaki izgled probijanja dalje. Tijekom sljedeće noći štab 97. armijskog korpusa je kapitulirao. Jedinice Četvrte armije zarobile su 16.000 vojnika sa svom ratnom opremom.

## Vanjske poveznice
- Croinfo: Bitka za Rijeku (1945)  Arhivirana inačica izvorne stranice od 23. studenoga 2020. (Wayback Machine)
- Klub Sušačana: Rajko Samueli Kačić, Riječka bitka
- Paluba.info: Riječka bitka